# Korea Super Prix

Il circuito di Changwon

L'International Formula 3 Korea Super Prix fu una gara automobilistica riservata a vetture di Formula 3 tenuta annualmente sul circuito cittadino di Changwon, in Corea del Sud,  tra il 1999 e il 2003. L'evento acquistò una certa importanza come preparazione al più noto Gran Premio di Macao, prima di essere rimpiazzato nel 2004 dal Bahrain Superprix, disputato sul Circuito di Manama.
Il Korea Super Prix sarebbe dovuto tornare nel 2010, sul nuovo Circuito internazionale di Corea, che ospita il Gran Premio di Corea di Formula 1, tra il 26 e 28 novembre, con dei test nella giornata del venerdì, le qualifiche al sabato assieme a una gara breve, seguiti la domenica dalla gara principale. Il 3 novembre 2010 è stata ufficializzata la sua cancellazione, dovuta a problemi tecnici dell'impianto.

## Albo d'oro
| Anno | Vincitore          | Secondo         | Terzo             |  | Pole position      | GPV            |
| ---- | ------------------ | --------------- | ----------------- |  | ------------------ | -------------- |
| 1999 | Darren Manning     | Jenson Button   | Benoît Tréluyer   |  | Darren Manning     | Darren Manning |
| 2000 | Narain Karthikeyan | Tiago Monteiro  | Gianmaria Bruni   |  | Narain Karthikeyan | ??             |
| 2001 | Jonathan Cochet    | Andy Priaulx    | Benoît Tréluyer   |  | Jonathan Cochet    | ??             |
| 2002 | Olivier Pla        | Takashi Kogure  | Kosuke Matsuura   |  | Olivier Pla        | Bruce Jouanny  |
| 2003 | Richard Antinucci  | Robert Doornbos | Nelson Piquet Jr. |  | Lewis Hamilton     | James Courtney |

Bahrain Superprix
| Anno | Vincitore      | Secondo      | Terzo       |  | Pole position | GPV         |
| ---- | -------------- | ------------ | ----------- |  | ------------- | ----------- |
| 2004 | Lewis Hamilton | Nico Rosberg | Jamie Green |  | Jamie Green   | Jamie Green |